# Bocula mollis
Bocula mollis är en fjärilsart som beskrevs av W. Warren 1912. Bocula mollis ingår i släktet Bocula och familjen nattflyn. Inga underarter finns listade i Catalogue of Life.